# Tornato per uccidere
Tornato per uccidere (The Stranger Within) è un film per la televisione del 1990 diretto da Tom Holland.

## Trama
Nell'ottobre del 1974 Luke, un bambino di tre-quattro anni, viene rapito da una donna misteriosa all'interno di un supermercato, mentre la madre, Mare Blackburn, giovane vedova di un combattente della guerra del Vietnam, si assenta per pochi secondi. Il bambino non viene più ritrovato.
Sedici anni dopo Mare si è rifatta una vita e ha trovato un nuovo compagno. Una sera, alla porta di casa della donna, improvvisamente si presenta Mark, un giovane sulla ventina, che asserisce di essere il figlio. Inizialmente incredula, tuttavia poco a poco Mare si convince che il giovane sia davvero suo figlio. Tuttavia Mark ha un passato oscuro, tanto da far insospettire Dan, il compagno della donna. Mark in realtà è un sociopatico, cresciuto in un ambiente degradato insieme ad altri bambini che sono stati rapiti a loro volta. Dopo aver ucciso Dan, Mark tenta di uccidere la stessa donna, rivelando che non è lui il figlio naturale, ma ha preso il posto di un altro ragazzo che aveva ucciso in precedenza.